# 叶连娜·泰罗娃
叶连娜·凯拉托芙娜·泰罗娃（俄语：Елена Кайратовна Таирова，1991年8月28日—2010年3月16日），白俄罗斯、俄罗斯的女子国际象棋棋手，拥有国际大师与女子特级大师称号。
泰罗娃是2001年欧洲国际象棋女子10岁组冠军、2005年世界国际象棋女子14岁组冠军。2006年，被授予女子特级大师称号。同年，先后获得俄罗斯女子20岁组冠军、俄罗斯女子全国亚军。2006，被授予国际大师称号。2010年3月16日她因病去世，年仅18岁。